# Saló Internacional de l'Aeronàutica i de l'Espai París-le Bourget
El Saló Internacional de l'Aeronàutica i de l'Espai París-le Bourget, més coneguda com el Saló de Le Bourget, Paris Air Show, o per la sigla SIAE, és un dels esdeveniments internacionals més importants de presentació de materials aeronàutics i espacials, estenent-se a l'aeroport de Le Bourget, al nord de París. És organitzat cada dos anys (anys senars), alternant amb el Saló Aeronàutic de Farnborough, a Anglaterra, i l'exposició aeronàutica internacional de Berlín (ILA) a Alemanya. És la primera cita de la indústria aeronàutica mundial, just abans de Farnborough.
El saló comprèn jornades reservades als professionals i jornades obertes al gran públic. Els fabricants presenten sovint les seves aeronaus més recents en demostracions de vol.